# Partidul Socialist din Țările de Jos
Socialistische Partij sau SP (Partidul Socialist) este un partid politic din Țările de Jos. Președintele partidului este Lilian Marijnissen. Acest partid are culoarea roșu. SP este un partid socialist.
1. ↑  ]][[Categorie:Articole cu legături către elemente fără etichetă în limba română
2. ↑  ]][[Categorie:Articole cu legături către elemente fără etichetă în limba română
3. ↑  Ledentallen Nederlandse politieke partijen per 1 januari 2025 (în neerlandeză), Documentatiecentrum Nederlandse Politieke Partijen[*], 10 martie 2025